# شرکت نفت نپتون
شرکت نفت نپتون (انگلیسی: Neptune Oil Company) شرکت روغن موتور استرالیایی است، که در سال ۱۹۰۹ تأسیس شد.